# Älten (Tvings socken, Blekinge)
Älten är en sjö i Karlskrona kommun i Blekinge och ingår i Nättrabyåns huvudavrinningsområde. Sjön är 22,9 meter djup, har en yta på 0,228 kvadratkilometer och befinner sig 106,2 meter över havet.

## Delavrinningsområde
Älten ingår i det delavrinningsområde (625251-147663) som SMHI kallar för Ovan 624661-147656. Medelhöjden är 102 meter över havet och ytan är 23,72 kvadratkilometer. Räknas de 20 avrinningsområdena uppströms in blir den ackumulerade arean 256,82 kvadratkilometer. Avrinningsområdets utflöde Nättrabyån mynnar i havet. Avrinningsområdet består mestadels av skog (79 %). Avrinningsområdet har 0,79 kvadratkilometer vattenytor vilket ger det en sjöprocent på 3,3 %.